# Giro d'Italia de 1971
Giro d'Italia 1971 foi a quinquagésima quarta edição da prova ciclística Giro d'Italia (Corsa Rosa), realizada entre os dias 20 de maio e 10 de junho de 1971.
A competição foi realizada em 20 etapas com um total de 3.621 km.
O vencedor foi o ciclista sueco Gösta Pettersson. Largaram 130 competidores, cruzaram a linha de chegada 97 corredores.